# Lobengula

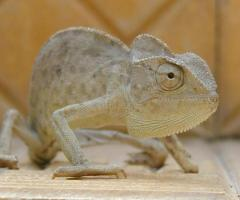
El camaleón y la mosca:
"Han observado alguna vez a un camaleón atrapar una mosca? El camaleón se coloca detrás de la mosca y permanece inmovil durante cierto tiempo, luego avanza muy lenta y pausadamente, avanzando primero una pata y luego la otra. Finalmente, cuando ya se encuentra dentro de su alcance, dispara su lengua y la mosca desaparece. Inglaterra es el camaleón y yo soy la mosca."
— Lobengula

Lobengula Khumalo (1845-1894) fue el segundo y último rey del pueblo matabele, ahora más conocido como ndebele. Ambos nombres, en la lengua Sindebele, significan "El pueblo de los escudos largos", que hace referencia al uso por parte de los guerreros matabele del escudo y la lanza zulúes.

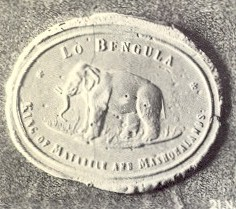
Sello de Lobengula Khumalo.

## Antecedentes
Los matabele estaban relacionados con los zulúes y se dirigieron hacia el norte durante el reinado de Shaka después del mfecane ("el aplastamiento") o difaqane ("la diáspora"). El general Mzilikazi, que había estado junto a Shaka, condujo a sus seguidores al exilio lejos del territorio Zulú luego de que cayera en desgracia con Shaka. A finales de la década de 1830 se asentaron en lo que se denomina en la actualidad Matabeleland, en el oeste de Zimbabue, aunque reclamando la soberanía sobre una zona mucho mayor. El reino resultante era una sociedad de la Edad de Hierro en la cual los miembros de la tribu tenían una posición de privilegio comparada con la que tenían los extranjeros cuyas vidas se encontraban a merced del rey. Sin embargo, a cambio de estos privilegios el pueblo matabele (tanto hombres como mujeres), debía someterse a una disciplina estricta y estatus dentro de la jerarquía y ello determinaba sus obligaciones y responsabilidades con respecto al resto de la sociedad. Las violaciones a la responsabilidad social eran castigadas con la pena de muerte sujeta a la decisión final del rey (que raras veces la condonaba). Esta disciplina y lealtad estricta eran el secreto del éxito de los matabele para dominar a sus vecinos.

## Ascenso al trono
Luego de la muerte de Mzilikazi el primer rey de la nación Matabele en 1868 el izinduna, o consejo de jefes, ofreció la corona a Lobengula, uno de los hijos de una esposa menor de Mzilikazi.  Varios impis (regimientos) disputaron la selección de Lobengula y el tema fue finalmente decidido mediante la asegai, en una pelea en la cual Lobengula y sus impis aplastaron a los rebeldes. El coraje de Lobengula en esta batalla determinó su elección como rey de manera unánime.

## Coronación
La coronación de Lobengula se realizó en Mhlanhlandlela, uno de los principales poblados militares. La nación Matabele se reunió formando un gran semicírculo, danzaron una danza guerrera, y proclamaron su deseo depelear y morir por Lobengula. Se sacrificó gran número de vacas y los mejores cortes se le ofrecieron a Mlimo, el líder espiritual de los Matabele, y al fallecido Mzilikazi. Se consumieron grandes cantidades de cerveza de mijo.
Unos 10,000 guerreros Matabele vestidos con sus atuendos guerreros concurrieron a la coronación de Lobengula. Sus atuendos consistían en un arreglo en su cabeza y una capa corta de plumas de avestrúz, una falda corta de leopardo u otras pieles y decorados con las colas de ganado blanco. Sus brazos estaban adornados con colas de ganado y alrededor de sus tobillos llevaban anillos de bronce y otros metales. Sus armas eran una o más lanzas largas y una lanza corta o assegai (también el arma principal de los Zulú). Para defenderse, portaban largos escudos de forma oval de piel de buey, negros, blancos o rojos o decorados con puntos identificando al impi (regimiento) al cual pertenecían.